# Тоутоваї острівний
Тоутоваї острівний (Petroica multicolor) — вид горобцеподібних птахів родини тоутоваєвих (Petroicidae). Ендемік острова Норфолк.,

## Таксономія
Острівний тоутоваї був описаний в 1789 році німецьким біологом Йоганном Фрідріхом Гмеліном за голотипом, знайденим на острові Норфолк. За результатами гентичних досліджень вид був розділений, і Petroica boodang, Petroica polymorpha і Petroica pusilla були виділені як окремі види. Наукова назва Petroica multicolor була збережена за острівним тоутоваї.

## Опис
Верхня частина тіла самця чорного кольору, груди і верхня частина живота яскраво-червоні, низ живота білий, на крилах білі смуги, кінчик хвоста білий, на лобі біла пляма. Верхня частин тіла самиці коричнева, груди рожевуваті. Молоді птахи забарвленням подібні до самок.

## Поширення
Острівний тоутоваї є ендеміком острова Норфолк. Він живе в Національному парку острова Норфолк і сусідніх ділянках лісу. Місце проживання птаха являє собою субтропічний дощовий ліс. Він віддає перевагу місцям з високим підліском і вологою підстилкою.

## Раціон
Острівний тоутоваї харчується безхребетними.

## Збереження
В 1980-х роках популяція острівного тоутоваї стабілізовалася. Її оцінюють в 400-500 пар птахів. МСОП вважає цей вид таким, що знаходиться під загрозою вимирання через невеликий розмір популяції і невеликий ареал. Основною загрозою є деградація середовища проживання, а також інтродуковані чорні щури і домашні кішки. Заходи зі збереження включають боротьбу зі щурами і здичавілими кішками. 